# Leisenwald
Leisenwald ist, neben Waldensberg und Wittgenborn, einer der drei Ortsteile der Stadt Wächtersbach, in hessischen Main-Kinzig-Kreises, die am Rande der Hochebene der Spielberger Platte liegen. Hinzu kommen die Talgemeinden Aufenau, Hesseldorf, Neudorf und Weilers.

## Geographie

### Geographische Lage
Das Dorf liegt am südlichen Rand des Vogelsberges und am nordöstlichen Rand des Büdinger Waldes, 11,2 km nordwestlich vom Zentrum Wächtersbachs entfernt.
|             | Kefenrod                                    | Streitberg  |
| Rinderbügen | Kompassrose, die auf Nachbargemeinden zeigt | Brachttal   |
|             | Waldensberg                                 | Wittgenborn |

### Verkehrsanbindung und Nachbargemeinden
Durch den Ort verläuft die Landesstraße L3194, die von Wolferborn, einem Stadtteil von Büdingen, über Leisenwald, Waldensberg und Wittgenborn nach Wächtersbach führt. Über die Kreisstraße K913 ist Leisenwald im Osten mit Streitberg, einem Ortsteil Brachttals verbunden.

## Geschichte

### Urgeschichte
Unter den urgeschichtlichen Zeugnissen der Region ist auch ein in Leisenwald gefundenes Steinbeil. Auf der nahen Wolferburg, einem Hochplateau oberhalb von Hesseldorf, wurden keltische Steingräber gefunden. Sie verweisen auf eine frühe keltische Besiedlung der Gegend in der Hallstatt- (ab 800 v. Chr.) bzw. Latènezeit (450 bis etwa 0 v. Chr.). Weitere keltische Funde in der nahen Umgebung fanden sich in Bad Orb, in der Alteburg bei Wirtheim und bei Glauburg.

### Ortsname
Der Ortsname wird interpretiert als der Wald eines Lyso oder Leiso (Vorname). Er änderte sich im Verlaufe der Jahrhunderte vom ursprünglichen Lysenwald im Jahre 1529, über Leysenwald (1557), zum heutigen Leisenwald.

### Mittelalter
Schon im 14. Jahrhundert bestand vermutlich in Leisenwald eine Forsthube. Die als Straßenname im Ort noch vorhandene Reffestraße war im Mittelalter ein Teil der Hohen Straße, einer alten Handelsstraße, die durch Gelnhausen und den Büdinger Wald führte und Mainz mit Fulda und Eisenach verband. Es war ein Höhenweg, der entlang der Wasserscheiden auf den Anhöhen parallel zur Via Regia verlief.
Der Ort wurde im Jahre 1470 zum ersten Mal urkundlich erwähnt. Seit dem Mittelalter bis weit in die Neuzeit hinein gehörte Leisenwald zum Herrschaftsbereich der Grafen von Isenburg.

### Neuzeit
Für das Jahr 1575 wird eine große Feuersbrunst in Leisenwald dokumentiert, die eine Welle der Hilfsbereitschaft der umliegenden Dörfer auslöste. Als Konsequenz aus dem Brand verpflichtete der ysenburgische Landesherr daraufhin seine Untertanen zur aktiven Mithilfe im Brandschutz. Als etwa 100 Jahre später1683 wieder ein Feuer ausbrach identifizierte man einen brennenden Kohlenmeiler als Ursache und der Landesherr reagierte mit der Ersten Feuerlöschordnung.
In Leisenwald fanden die waldensischen Flüchtlinge 1698–1700 ein Überbrückungsquartier, bis zum Aufbau ihrer eigenen Häuser im neu gegründeten Ort Waldensberg.
Auseinandersetzungen zwischen Bevölkerung und Landesherrschaft um Fron und Abgaben, führten in der 2. Hälfte des 18. Jahrhunderts zur Auswanderungen nach Amerika und nach Russland. In der Mitte des 19. Jahrhunderts wurde eine neue Auswanderungswelle vom Fürsten, wegen Überbevölkerung sogar gefördert..
Im Jahre 1939 gehörte der damals noch selbständige Ort zum Kreis Gelnhausen und hatte 410 Einwohner.

### Kriegsschauplatz Spielberger Platte
Ende März 1945, kurz vor Ende des Zweiten Weltkriegs, verschlug es einen versprengten Teil der 6. SS-Gebirgs-Division „Nord“ unter SS-Gruppenführer Karl Brenner in die bereits von US-Truppen eingenommenen Ortschaften Leisenwald, Waldensberg und Wittgenborn. Die Truppe griff die US-Truppen an; bei schweren Kämpfen starben über 400 US-Soldaten, etwa 140 SS-Soldaten und mehr als ein Dutzend Dorfbewohner. Es gab Zerstörungen im hauptsächlich betroffenen Waldensberg, im nahen Leisenwald und in Wittgenborn.

### Gebietsreform
Am 1. März 1971 wurde die bis dahin selbständigen Gemeinden Leisenwald, im Zuge der Gebietsreform in Hessen, gemeinsam mit der Gemeinde Waldensberg auf freiwilliger Basis als Stadtteile in die Stadt Wächtersbach eingemeindet. Für alle Stadtteile wurde je ein Ortsbezirk mit Ortsbeirat und Ortsvorsteher eingerichtet nach der Hessischen Gemeindeordnung.

## Bevölkerung

### Einwohnerstruktur 2011
Nach den Erhebungen des Zensus 2011 lebten am Stichtag dem 9. Mai 2011 in Leisenwald 459 Einwohner. Darunter waren 12 (2,6 %) Ausländer.
Nach dem Lebensalter waren 75 Einwohner unter 18 Jahren, 196 zwischen 18 und 49, 105 zwischen 50 und 64 und 87 Einwohner waren älter. Die Einwohner lebten in 180 Haushalten. Davon waren 36 Singlehaushalte, 57 Paare ohne Kinder und 69 Paare mit Kindern, sowie 12 Alleinerziehende und 9 Wohngemeinschaften. In 33 Haushalten lebten ausschließlich Senioren und in 123 Haushaltungen lebten keine Senioren.

### Einwohnerentwicklung
- 1529: 27 Häuser[1]
- um 1750: 360 Einwohner[8].

| Leisenwald: Einwohnerzahlen von 1834 bis 2011 | Leisenwald: Einwohnerzahlen von 1834 bis 2011 | Leisenwald: Einwohnerzahlen von 1834 bis 2011 | Leisenwald: Einwohnerzahlen von 1834 bis 2011 | Leisenwald: Einwohnerzahlen von 1834 bis 2011 |
| --- | --------------------------------------------- | --------------------------------------------- | --------------------------------------------- | --------------------------------------------- |
| Jahr |                                               |                                               |                                               | Einwohner                                     |
| 1834 | 1834                                          |                                               | 451                                           | 451                                           |
| 1840 | 1840                                          |                                               | 500                                           | 500                                           |
| 1846 | 1846                                          |                                               | 501                                           | 501                                           |
| 1852 | 1852                                          |                                               | 485                                           | 485                                           |
| 1858 | 1858                                          |                                               | 463                                           | 463                                           |
| 1864 | 1864                                          |                                               | 470                                           | 470                                           |
| 1871 | 1871                                          |                                               | 441                                           | 441                                           |
| 1875 | 1875                                          |                                               | 441                                           | 441                                           |
| 1885 | 1885                                          |                                               | 437                                           | 437                                           |
| 1895 | 1895                                          |                                               | 422                                           | 422                                           |
| 1905 | 1905                                          |                                               | 432                                           | 432                                           |
| 1910 | 1910                                          |                                               | 428                                           | 428                                           |
| 1925 | 1925                                          |                                               | 428                                           | 428                                           |
| 1939 | 1939                                          |                                               | 410                                           | 410                                           |
| 1946 | 1946                                          |                                               | 579                                           | 579                                           |
| 1950 | 1950                                          |                                               | 575                                           | 575                                           |
| 1956 | 1956                                          |                                               | 477                                           | 477                                           |
| 1961 | 1961                                          |                                               | 462                                           | 462                                           |
| 1967 | 1967                                          |                                               | 457                                           | 457                                           |
| 1970 | 1970                                          |                                               | 470                                           | 470                                           |
| 1980 | 1980                                          |                                               | ?                                             | ?                                             |
| 1990 | 1990                                          |                                               | ?                                             | ?                                             |
| 2000 | 2000                                          |                                               | ?                                             | ?                                             |
| 2011 | 2011                                          |                                               | 459                                           | 459                                           |
| Datenquelle: Historisches Gemeindeverzeichnis für Hessen: Die Bevölkerung der Gemeinden 1834 bis 1967. Wiesbaden: Hessisches Statistisches Landesamt, 1968. Weitere Quellen: ; Zensus 2011 |                                               |                                               |                                               |                                               |

### Historische Religionszugehörigkeit
| • 1885: | 434 evangelische (= 99,31 %), drei katholische (= 0,69 %) Einwohner |
| • 1961: | 393 evangelische (= 85,06 %), 67 katholische (= 14,50 %) Einwohner  |

## Politik
Für Leisenwald besteht ein Ortsbezirk nach der Hessischen Gemeindeordnung.
Der Ortsbeirat besteht aus fünf Mitgliedern. Der derzeitige Ortsvorsteher ist Thomas Lindt, seine Stellvertreterin ist Andrea Herd.

## Wirtschaft und Infrastruktur

### Wirtschaftsstruktur
Das Dorf ist überwiegend durch landwirtschaftliche Betriebe, Ackerbau und Viehzucht geprägt.

### Unternehmen
In Leisenwald befindet sich das Unternehmen Eisenbach, welches sich hauptsächlich mit der Herstellung von Schaltschränken beschäftigt und derzeit rund 80 Mitarbeiter hat, sowie ein Standort der Schottener Soziale Dienste GmbH.

### Nahverkehr
Mit der Buslinie MKK-73 Wächtersbach–Spielberger Platte ist die Region mit den Gemeinden in Kinzig- und Brachttal verbunden.

### Dorfgemeinschaftshaus
Das ehemalige Schulgebäude hat heute die Funktion eines Dorfgemeinschaftshauses übernommen. Neben der kommunalen Nutzung kann die Einrichtungen auch für private Veranstaltungen aller Art, Familienfeiern, Präsentationen, Seminare und Ähnliches gebucht werden.

### Freiwillige Feuerwehr
Die im Jahre 1929 offiziell gegründete Freiwillige Feuerwehr Leisenwald verfügt seit dem 18. September 2011 über ein eigenes, neues Feuerwehrhaus im Ort. Die Geschichte der Feuerwehr reicht allerdings viel weiter, nämlich bis ins 17. Jahrhundert zurück. Im Jahr 1684 gab es eine Brandkatastrophe in Leisenwald. Danach erließen die Grafen von Ysenburg Wächtersbach eine Feuerlöschordnung. Diese „verpflichtete die Zünfte, im Falle eines Brandes Einsatzhilfe zu leisten“.
Im Jubiläumsjahr 2019 zählt die Freiwillige Feuerwehr Leisenwald 23 Einsatzkräfte in ihren Reihen. Das Durchschnittsalter der Einsatzkräfte beträgt zurzeit (2020) 33,3 Jahre. Die Jugendfeuerwehr hatte im Jahr 2019 9 Mitglieder. Mehrmalig im Jahr finden gemeinsame Übungen mit den Feuerwehren Wächtersbach, Aufenau, Wittgenborn und Waldensberg statt.

### Hausarztpraxis und Notarzt
Seit Januar 2022 ist in Wittgenborn auch eine Praxis für Allgemeinmedizin ansässig. Damit sind auch die beiden anderen, auf der Spielberger Platte liegenden Ortsteile Waldensberg und Leisenwald medizinisch mitversorgt.

## Kultur und Sehenswürdigkeiten

### Kirchengemeinden

#### Evangelisch
Im Jahr 2016 fusionierte die evangelische Kirchengemeinde Spielberg, zu der Leisenwald, ebenso wie Streitberg gehörten, mit der Kirchengemeinde Waldensberg, zur neuen evangelischen Kirchengemeinde Spielberg-Waldensberg. Seither besteht die Kirchengemeinde aus den vier Orten Leisenwald, Spielberg, Streitberg und Waldensberg. Das Pfarrhaus befindet sich in Spielberg. Es gibt jeweils eine Kirche in Spielberg und in Waldensberg.

#### Katholisch
Für die geistliche Betreuung der katholischen Bevölkerung der Gemeinde ist die Pfarrei Mariä Himmelfahrt in Wächtersbach zuständig. Seit 1959 entstand mit der neu gebauten Herz-Jesu-Kirche in Schlierbach eine zweite katholische Kirche in der Region. Im Jahr 2006 wurde Brachttal insgesamt dem Pastoralverbund St. Jakobus Vogelsberg-Spessart eingegliedert. Zu ihm gehören die Pfarreien: St. Peter Paul in Wirtheim, Mariä Himmelfahrt in Wächtersbach mit Herz-Jesu in Schlierbach, Mariae Heimsuchung in Birstein und Mariae Geburt in Bieber.

### Bildung

#### Kindergarten und Hort
In Leisenwald befindet sich der kleinste und gleichzeitig älteste Kindergarten der Stadt Wächtersbach. Er ist im Gebäude des ehemaligen Dorfgemeinschaftshauses untergebracht. Der Kindergarten Gänseblümchen wurde im Jahre 1954 eröffnet. Seit 2015 werden dort auch in einem Hort Grundschüler der Klassen 1–4, maximal 25 Kinder im Alter von drei bis zehn Jahren betreut.

#### Schulen
In Leisenwald gab es eine Einklassenschule. Die 1961 erfolgte Einrichtung einer großen Schule in Schlierbach und in den Folgejahren deren Ausbau zu einer überörtlichen, zentralen Grundschule, bot Ersatz für die Einklassenschulen der Wächtersbacher Ortsteile Leisenwald und Waldensberg. Später kam auch Wittgenborn hinzu. Eine Anbindung aller drei Wächtersbacher Gemeinden der Spielberger Platte an Brachttal mit Bussen ist gewährleistet.
Die Friedrich-August-Genth-Schule im Schulzentrum Wächtersbach Innenstadt, einer kooperative Gesamtschule, ist die erste weiterführende Schule für alle Stadtteile Wächtersbachs. Leisenwald ist, wie alle anderen Ortsteile, mit Buslinien an das Schulzentrum der Innenstadt angebunden. Für den gymnasialen Abschluss steht beispielsweise das Grimmelshausen-Gymnasium Gelnhausen zur Verfügung.

### Brauchtum
Jährlich findet an Pfingsten in Leisenwald der viertägige „Leisenwalder Heiratsmarkt“ von Sonntag bis Dienstag statt. Nach dem Fund einer Akte aus dem Jahre 1680 im Fürstlich Ysenburgischen Gesamtarchiv konnte nachgewiesen werden, dass der Markt schon seit mehr als 300 Jahren besteht. Nachdem der frühere Festwirt Sperzel den Heiratsmarkt aufgab, übernahm im Jahr 2015 Heinrich (Henry) Traber aus Lahntal und führte die beliebte Tradition fort. Seit dem Jahr 2023 wird der traditionsreiche Leisenwälder Heiratsmarkt von den örtlichen Vereinen in Eigenregie organisiert. Die Durchführung erfolgt unter dem Veranstalter der Messe Wächtersbach GmbH, nachdem sich kein neuer Festwirt für die Veranstaltung finden ließ. Trotz des Wegfalls eines zentralen Festwirts konnte das Fest dank des engagierten Einsatzes der Vereine weiterhin stattfinden und seine Bedeutung als kultureller Höhepunkt der Region bewahren. 

### Backhaus
Das alte Backhaus wurde renoviert, und zu besonderen Anlässen wird darin auch wieder gebacken.

### Kulturdenkmäler
Siehe: Liste der Kulturdenkmäler in Wächtersbach#Leisenwald

### Vereine
- Gesang- und Turnverein Liederzweig Leisenwald e.V.; er ist der Älteste der Leisenwälder Vereine und wurde 1886 gegründet[8],
- Deutscher Bund für Vogelschutz Ortsgruppe Leisenwald,
- Schützenverein „Gut Schuß“ 1970, Leisenwald,
- Förderverein „Gänseblümchen Leisenwald“,
- Landfrauen Leisenwald von 1952[29]. Neben den örtlichen Vereinen in Leisenwald, gibt es eine Reihe von gesamt-gemeindlichen Vereinen in Wächtersbach.

## Freizeit und Sport

### Wandern
Leisenwald liegt am 11 km langen Wächtersbacher Kulturwanderweg, Route 2. Der gut ausgezeichnete Weg bietet eine Fülle kulturhistorisch bedeutsamen Punkten, beeindruckt aber ebenso durch seine Natürlichkeit: Angelteiche, alte Handelsstraße, Backhaus, Kirche, Fürstengräber und Anderes sind zu bestaunen.

## Persönlichkeiten
Söhne und Töchter Leisenwalds
- Heinrich Rupp (1888–1972), hessischer Politiker (SPD); Mitglied des ernannten Beratenden Landesausschusses, später Bürgermeister, Kreisausschussmitglied im Landkreis Gelnhausen und Abgeordneter des Hessischen Landtags.